# Bruce Lannes Smith
Bruce Lannes Smith (* 11. Dezember 1909 in Webster Groves, Missouri; † 1987) war ein US-amerikanischer Politik- und Kommunikationswissenschaftler, der sich schwerpunktmäßig mit Propaganda beschäftigte. Er lehrte u. a. am Michigan State College. Nach dem Zweiten Weltkrieg war er mit der Suche und dem Verhör des NS-Propagandatheoretikers Franz Six betraut.

## Leben
Smith war ein Schüler von Harold D. Lasswell und erwarb 1933 einen Ph.D. in Politikwissenschaft und Ökonomie an der University of Chicago in Illinois. Von 1933 bis 1936 war er Graduate Student und von 1934 bis 1936 Research Assistent am dortigen Department of Political Science. Von 1938 bis 1941 ging er als Instructor of Economics an die New York University; von 1942 bis 1943 war er Lecturer an der American University in Washington, D.C. Danach wirkte er erneut in Chicago, wo er Research Associate, später Instructor, an der Social Science Division wurde. Einfluss nahm er u. a. auf den nachmaligen Militärsozilogen Morris Janowitz, der zu seinen Undergraduates gehörte. Von 1939 bis 1944 war er zusätzlich Associate Editor der Zeitschrift Public Opinion Quarterly.
Von 1941 bis 1944 arbeitete er als Analyst der Organization and Propaganda Analysis Section bei der United States Department of Justice War Division. Er beschäftigte sich vor allem mit Gegenmaßnahmen zur Eindämmung antidemokratischer Propaganda. 1943/44 war er Senior Intelligence Officer der Foreign Economic Administration und neben anderen Sozialwissenschaftlern Research Analyst bei der Research and Analysis Branch des Office of Strategic Services (OSS). Im Anschluss war er Attaché und US Political Advisor für die Bundesrepublik Deutschland beim Supreme Headquarters Allied Expeditionary Force (SHAEF) in Frankreich. 1945 war er an der Suche des NS-Propagandatheoretikers Franz Six beteiligt, den er nach Ergreifung verhörte. Von 1946 bis 1948 war er Department Chief der Information Control Division beim Office of Military Government for Germany (U.S.) in Berlin.
Nach dem Zweiten Weltkrieg war er wieder als Dozent tätig. 1949/50 wurde er Associate Professor am Foreign Service Institute (FSI) des State Department in Washington, D.C., musste allerdings den Posten in der McCarthy-Ära aufgrund seiner vermeintlich „linksliberalen“ Gesinnung freimachen. Von 1950 bis 1963 war er anstatt Associate Professor für Politikwissenschaft am Michigan State College in East Lansing. 1951 wurde er Herausgeber der Zeitschrift International Political Science Abstracts (IPSA).
Smith, verheiratet, war u. a. Mitglied der American Political Science Association. Er veröffentlichte in Zeitschriften wie International Social Science Bulletin, Public Opinion Quarterly, Journalism Quarterly und Psychological Bulletin. In den 1970er Jahren war er Autor eines Artikels zum Stichwort Propaganda in der Encyclopædia Britannica. Seine Forschungsschwerpunkte als Wissenschaftler waren Politische Parteien, Öffentliche Meinung, Internationale Beziehungen und Political Behavior.

## Schriften (Auswahl)
- mit Harold D. Lasswell, Ralph D. Casey: Propaganda and Promotional Activities: An Annotated Bibliography. University of Minnesota Press, Minneapolis 1935.
- mit Harold D. Lasswell, Ralph D. Case: Propaganda, Communication, and Public Opinion; A Comprehensive Reference Guide. Princeton University Press, Princeton 1946.
- mit Chitra M. Smith: International Communications and Political Opinion: A Guide to the Literature. Princeton University Press, Princeton 1956.
- Indonesian-American Cooperation in Higher Education. Institute of Research on Overseas Programs, Michigan State University, 1960.